# Proof (rapper)
DeShaun Dupree Holton (Detroit, 2 de outubro de 1973 - Detroit, 11 de abril de 2006), mais conhecido pelo nome artístico Proof, foi um rapper americano nascido em Detroit, no estado de Michigan. Ele foi o melhor amigo de Eminem. Moravam no mesmo bairro e Proof era um membro do grupo D12, o coletivo de hip-hop que incluía seu amigo Eminem e outros rimadores da cena de Detroit na época.

## Início da vida
Foi DeShaun nasceu em 2 de outubro de 1973, em Detroit e era filho de Sharallene Pepper Holton, sua mãe o criou sozinho. Era melhor amigo de Eminem e produtor musical. Holton cresceu em Detroit, Michigan, onde ele se envolveu no cenário do rap. Proof era muito conhecido em Detroit, antes mesmo de Eminem, onde ele costumava ser o apresentador de várias batalhas de rima no local. Proof e Eminem na adolescência, antes da fama, especialmente nas sextas-feiras, saiam de carro pela cidade com armas de PaintBall e atiravam pelas ruas, se divertindo com isso, até que um dia foram pegos por cinco policiais, que os agrediram e algemaram contra o chão. Um deles fez com que Proof comesse grama literalmente, enquanto outro brutalmente segurava a orelha de Eminem, arrancando os seus brincos à força. Depois disso foram levados para uma delegacia em Detroit, e lá descobriram que haviam acertado um dos tiros nos genitais de um homem, e se houvesse denúncia de lesão corporal poderiam pegar até 5 anos de prisão. Porém o acusador não compareceu no dia da audiência, livrando os dois do julgamento.

## Morte
Em 11 de Abril de 2006, Proof foi baleado quatro vezes por Mario Etheridge, com dois tiros no peito e dois na cabeça, depois de um desentendimento durante um jogo de bilhar no Clube CCC na 8 Mile, Detroit. 
Segundo a versão de Reginald "Mudd" Moore, amigo de Proof, durante o jogo houve uma discussão entre Keith Bender e Proof, ocasionando uma briga. Etheridge, primo de Bender, atirou duas vezes para o alto, para acabar com a briga. Proof largou Bender e também sacou sua arma, dando um tiro para o alto. Keith Bender veio por trás e começou novamente com a briga, tentando tirar a arma da mão de Proof, foi aí que Etheridge disparou em direção á Proof, acertando os dois no meio do tiroteio. Proof morreu no mesmo local. Bender veio a falecer 1 semana depois por conta das lesões dos tiros.
Na versão da polícia, que se apoia em testemunhas, o primeiro tiro foi disparado por Proof, vitimando Bender, após o que Mario Etheridge o alvejou mortalmente.

### Funeral
O funeral de Proof ocorreu em 19 de abril de 2006, alguns amigos como Eminem, Bizarre, The Game e seu primo Obie Trice foram ao funeral. O caixão dourado que carregava Proof, foi levado de carruagem para o Saint  Manny Chapel. Proof foi sepultado em Woodlawn Cemetery, localizado em Detroit.

## Discografia
Álbuns solo
Solo Álbuns
| Ano  | Álbum                      |
| ---- | -------------------------- |
| 2004 | I Miss the Hip Hop Shop    |
| 2005 | Searching for Jerry Garcia |

Discografia com D12
| Ano  | Álbum              |
| ---- | ------------------ |
| 1997 | The Underground EP |
| 2001 | Devil's Night      |
| 2004 | D12 World          |

## Filmografia
| Ano  | Filme            | Papel              |
| ---- | ---------------- | ------------------ |
| 2002 | 8 Mile           | Lil Tic            |
| 2005 | The Longest Yard | Basketball Convict |

## Videografia
| Ano  | Video                            |
| ---- | -------------------------------- |
| 1995 | "Age Ain't Nothing but a Number" |
| 2000 | "The Real Slim Shady"            |
| 2000 | "Shit on You"                    |
| 2001 | "Purple Pills"                   |
| 2001 | "Fight Music"                    |
| 2002 | "Rap Name"                       |
| 2003 | "Nightmares"                     |
| 2004 | "My Band"                        |
| 2004 | "40 Oz"                          |
| 2004 | "How Come"                       |
| 2004 | "U R The One"                    |
| 2005 | "Like Toy Soldiers"              |
| 2005 | "Welcome 2 Detroit"              |
| 2005 | "Gurls Wit Da Boom"              |
| 2017 | "Walk On Water "                 |